# شركة اجريوم
كانت شركة اجريوم موردًا رئيسيًا للبيع بالتجزئة للمنتجات والخدمات الزراعية في أمريكا الشمالية وأمريكا الجنوبية وأستراليا ومنتجًا ومسوقًا بالجملة لجميع العناصر الغذائية الزراعية الرئيسية الثلاثة وموردًا للأسمدة المتخصصة في أمريكا الشمالية. وفي عام 2018، اندمجت شركة اجريوم مع شركة بوتاش كورب لتشكيل شركة نوترين.

## تاريخ
تأسست شركة أجريوم باسم شركة كومينكو للأسمدة (اختصار لشركة التعدين والصهر الموحدة ) في عام 1931 وغيرت اسمها إلى أجريوم في عام 1995. يقع المقر الرئيسي لشركة اجريوم في كالجاري، ألبرتا، كندا. شركة خدمات إنتاج المحاصيل، وهي شركة فرعية، يقع مقرها في لوفلاند، كولورادو، الولايات المتحدة. وكانت مقرًا للمكتب الرئيسي لوحدة أعمال البيع بالتجزئة التابعة لشركة اجريوم. كانت الشركة مالكًا جزئيًا لشركة كانبوتكس، التي تدير جميع صادرات البوتاس من ساسكاتشوان، كندا.
في 12 سبتمبر 2016، أعلنت شركة أجريوم أنها وافقت على الاندماج مع شركة بوتاش كورب، مما سيجعل الشركة المندمجة نوترين أكبر منتج للبوتاس وثاني أكبر منتج للأسمدة النيتروجينية في جميع أنحاء العالم. قامت شركة اجريوم بتجريد بعض الأصول الأمريكية. إغلقت عملية الدمج في 1 يناير 2018.

## وحدات العمل
تعمل شركة أجريوم في قطاعين من الأعمال: 

### بيع بالتجزئة
قامت شركة اجريوم بتشغيل ما يقرب من 1500 مركز زراعي للبيع بالتجزئة في الولايات المتحدة وكندا وأمريكا الجنوبية وأستراليا تحت الأسماء التجارية شركة خدمات إنتاج المحاصيل (سي بي اس) وشركة خدمات إنتاج المحاصيل كندا (سي بي اس سي) وشركة أجروسيرفيسيوس بامبيانوس إس.إيه ولاندمارك.  تم الاستحواذ على شركة خدمات إنتاج المحاصيل في عام 1994.
في 3 ديسمبر 2010، أعلنت شركة اجريوم عن استكمال عملية الاستحواذ على مجلس القمح الأسترالي مقابل سعر استحواذ إجمالي قدره 1.236 مليار دولار أسترالي. أضاف هذا الاستحواذ إلى قسم البيع بالتجزئة في شركة اجريوم. تم بيع ما يقرب من 40% من ممتلكات مجلس القمح الأسترالي لشركة كارجيل، بما في ذلك أعمال إدارة السلع.
في أكتوبر 2013، أعلنت شركة اجريوم عن استحواذها على أصول البيع بالتجزئة التابعة لشركة فيتيرا في كندا، بعد أن استحوذت سابقًا على مواقع البيع بالتجزئة التابعة لشركة فيتيرا في أستراليا. 

### بالجملة
قام قطاع البيع بالجملة بإنتاج الأسمدة النيتروجينية والفوسفاتية والبوتاس والكبريتية. يمتلك هذا القطاع أيضًا ويدير منجم البوتاس ومنشأة الإنتاج في بلدية فانسكوي الريفية رقم 345 في ساسكاتشوان، كندا، ومنجم فوسفات في كوندا، أيداهو، الولايات المتحدة
يعمل قطاع البيع بالجملة في ملكية مصانع الأسمدة النيتروجينية في باهيا بلانكا، الأرجنتين، وفي دمياط، مصر.

## الآثار البيئية والاجتماعية
في عام 2003، تم إصدار أمر امتثال إداري لشركة اجريوم بشأن الانبعاثات المفرطة في مصنع كينويك بواشنطن. اكتشفت شركة اجريوم الانتهاكات في منشأة كينويك من خلال مراجعة شاملة لقانون الهواء النظيف للمنشأة في أواخر عام 2000. قامت شركة اجريوم على الفور بإبلاغ وكالة حماية البيئة بنتائج التدقيق بموجب سياسة وكالة حماية البيئة بشأن حوافز ضبط النفس، والتي يشار إليها أيضًا باسم "سياسة الإفصاح الذاتي". وفي عام 2005، تم تغريم شركة أجريوم لعدم الكشف عن إطلاق الغازات السامة في نفس المصنع.

## روابط خارجية
- موقع رسمي